# Horloge hydraulique

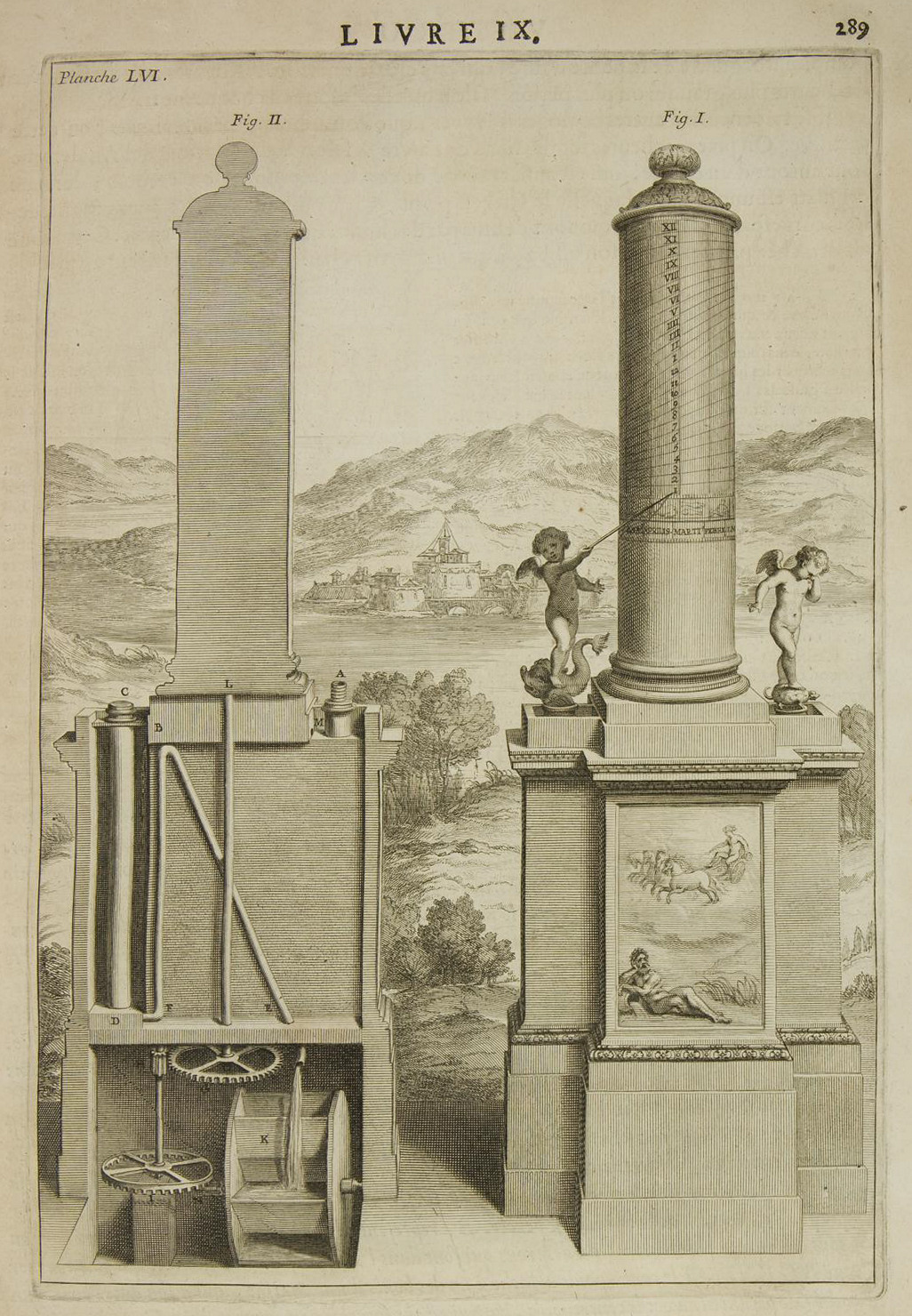
Horloge hydraulique de Ctésibios, d'après Claude Perrault ((XVIIe siècle).

Une horloge hydraulique est une horloge d'un ancien type, qui permet d'indiquer l'heure à partir de l'écoulement, à travers un petit orifice, d'un liquide contenu dans un récipient.
Dès l'origine, dans l'Antiquité, le liquide employé est l'eau, d'où quelquefois l'appellation « horloge à eau ». Plus tard on a pu trouver des horloges à mercure, notamment dans les écrits arabes ou chinois, mais le fait est anecdotique semble-t-il.
Les premières horloges hydrauliques  sont issues de la simple clepsydre qui se voit adjoindre un indicateur horaire, plus ou moins sophistiqué (échelle graduée essentiellement) ; au cours des siècles, on rencontrera différents types d'horloges hydrauliques, monumentales ou non, avec des complications pour animer des saynètes ou sonner par exemple une heure particulière.
Aujourd'hui, l'imagination humaine crée encore quelques spécimens originaux qu'il est intéressant de souligner.
Pour une approche rapide de ces machines, voir la page Horloge (horologium).

## Étymologie et typologie
Champ lexical
En latin une horloge hydraulique se traduit par horologium ex aqua ou aqua horologium et parfois même par solarium.
En grec, l'horloge hydraulique, comme le cadran solaire est appelée le plus souvent ώρολόγιον.
Pour information la traduction anglaise, water clock concerne clepsydres et horloges hydrauliques au contraire de la tradition française qui tend à donner le nom de clepsydre à tout instrument hydraulique permettant de traduire un temps (durée ou mesurage).
Typologie
On peut distinguer plusieurs types d'horloges hydrauliques, en fonction de leur conception :
- les horloges hydrauliques à écoulement, (de) Auslaufuhr ;
- les horloges hydrauliques à remplissage, (de) Einlaufuhr ;
- les horloges hydrauliques à tambour, appelées traditionnellement « clepsydres à tambour » ;
- des horloges atypiques.

Toutes de par leur nom, se doivent d'indiquer l'heure.

## Principes
Depuis l'origine des clepsydres, l'homme s'est aperçu que la rapidité de l'écoulement de l'eau en sortie du vase était tributaire de la hauteur du fluide contenu à l'intérieur, et dans une moindre mesure de sa température. Analysons l'écoulement, en négligeant la température. 
Écoulement

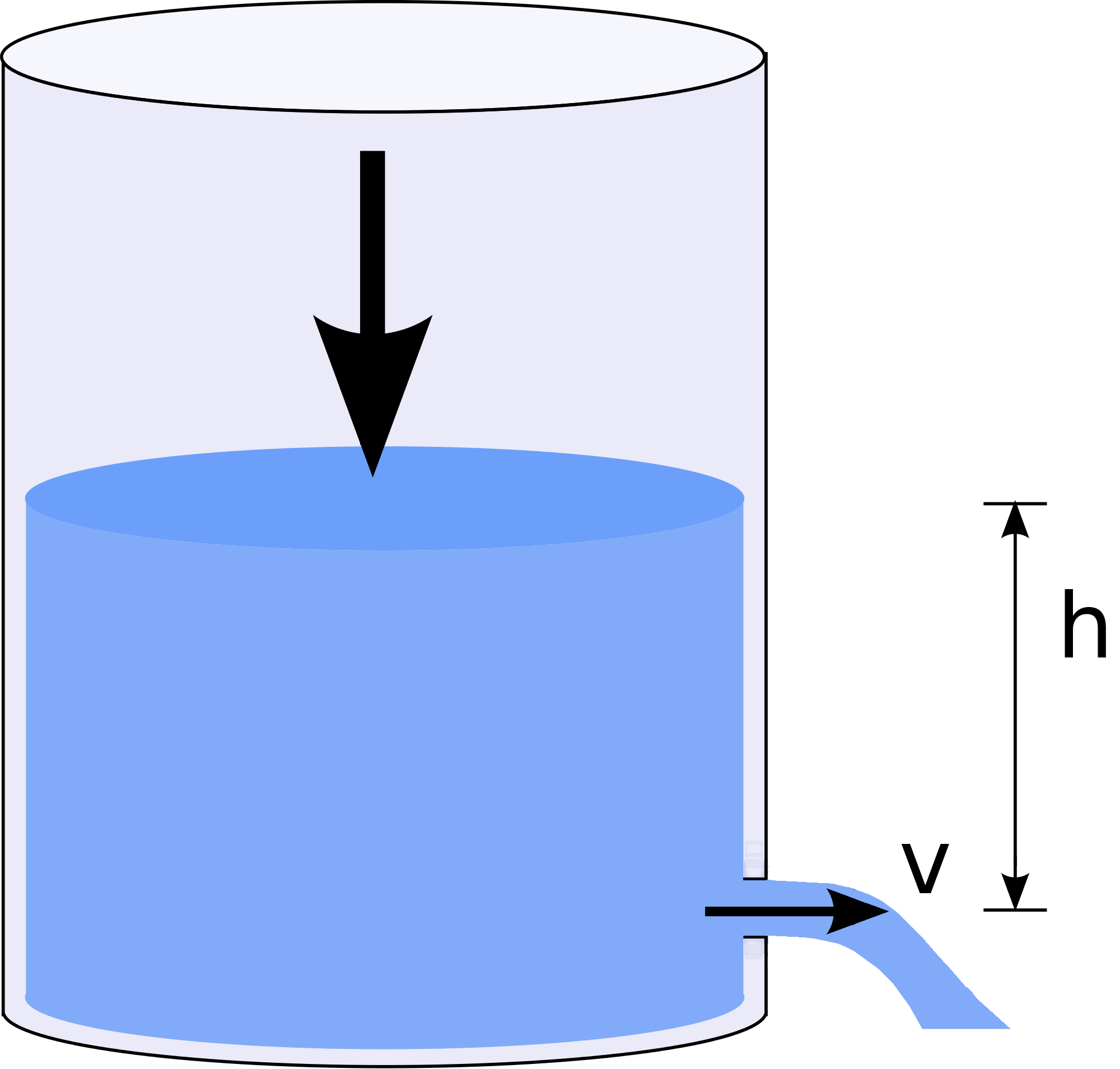
Écoulement d'un liquide dans un vase à paroi mince.

Soit un vase de forme verticale constante, un cylindre par exemple, contenant un fluide tel que eau ou mercure. Un petit orifice vers la base du récipient, dans sa paroi mince, permet l'écoulement du liquide. Cet écoulement n'est pas constant ; il dépend de la hauteur du fluide au-dessus de l'orifice.
Si on note : v la vitesse d'écoulement, h la hauteur de fluide, g l'accélération de la pesanteur ainsi que d le débit, s la section de l'orifice et k le coefficient de contraction on a :
Formules où la vitesse d'écoulement v est donné par la formule de Torricelli ; on voit aussi que le débit d est fonction du coefficient k (on prend généralement k = 0,6) et de la vitesse, donc de la hauteur de fluide, ainsi le débit est-il variable tout au long de l'écoulement.   
Problématique
Une horloge hydraulique, pour indiquer l'heure, se doit :
1. D'avoir un débit constant permettant la division horaire du volume de liquide écoulé, ce qui peut être obtenu de  différentes façons :
  - avoir toujours h constant dans le récipient d'où s'écoule le fluide, avec par exemple une alimentation 1) à débordement, 2) à siphon flotteur[3],
  - donner au récipient une forme évasée adéquate permettant un écoulement à débit constant, ce qui sera essayé dès l'Égypte antique avec la « clepsydre » de Karnak, mais qui ne sera théorisé que bien plus tard ;
2. Si h n'est pas constant et si la forme du récipient n'est pas adéquate, un récipient de forme quelconque pourra toujours être gradué en heures en s'étalonnant sur une horloge d'un autre type ou, plus tard, en s'appuyant sur des règles mathématiques.

Principes de construction
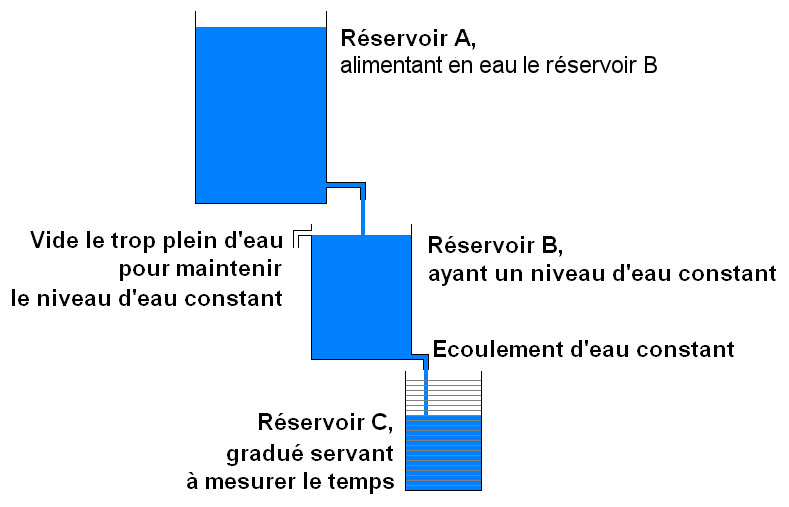
1.1.1. Alimentation à débordement.
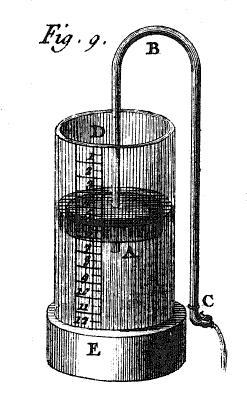
1.1.2. Écoulement à siphon flotteur.
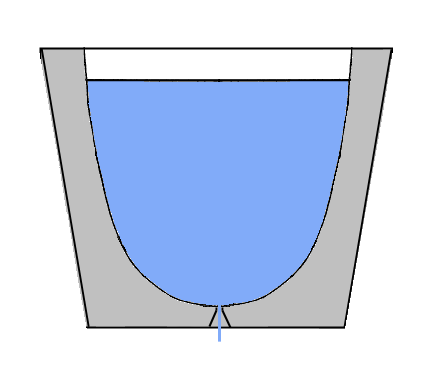
1.2. Profil pour un débit constant.
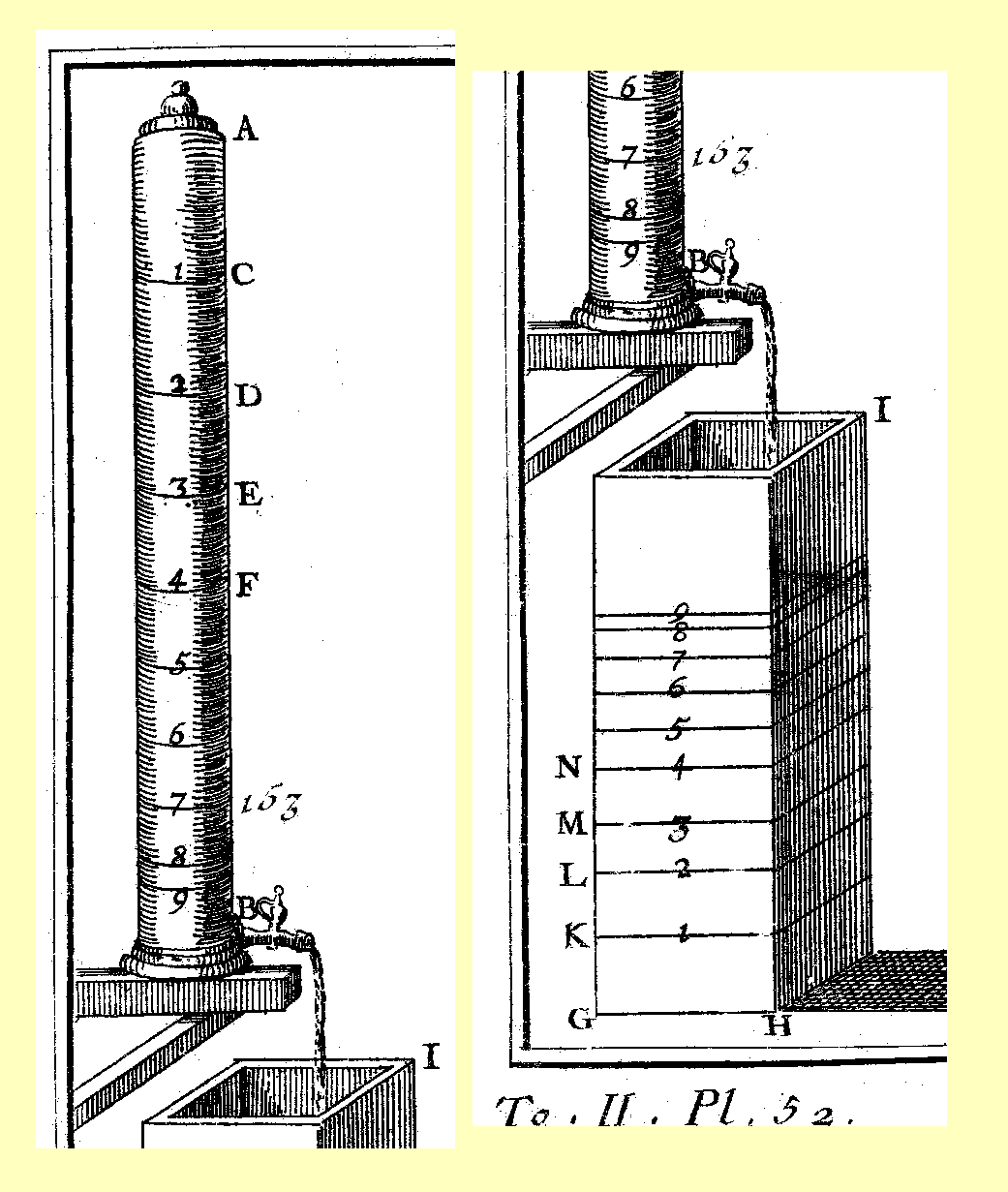
2. Graduations étalonnées.

Concernant l'influence de la température sur le débit, il a été constaté que ces machines allaient un peu plus vite en été qu'en hiver. Cela est dû aux pertes de charge, qui varient selon la viscosité, elle même variable selon la température (plus grande à basse température). Pour éviter ces variations spécifiques, les horloges étaient placées dans des bâtiments à peu près isothermes.

## Catégories
L'évolution des horloges hydrauliques avec leurs caractéristiques seront regroupées dans un ordre à peu près chronologique correspondant aux différentes époques de notre histoire, de l'Antiquité à l'époque moderne soit :
- les horloges hydrauliques antiques ;
- les horloges hydrauliques chinoises ;
- les horloges hydrauliques arabes ;
- les horloges hydrauliques occidentales suivies des horloges contemporaines.